# Národní muzeum umění Rumunska
Národní muzeum umění Rumunska (rumunsky: Muzeul Național de Artă al României) je galerie umění v hlavním městě Rumunska Bukurešti. Sídlí v bývalém Královském paláci na Náměstí Revoluce.

## Historie
Založeno bylo roku 1948 pod názvem Muzeum umění Rumuské lidové republiky. Obsahuje sbírky středověkého a moderního rumunského umění, stejně jako mezinárodní sbírku, shromážděnou kdysi rumunskou královskou rodinou. Celkem schraňuje asi 70 tisíc děl. Muzeum bylo poškozeno během rumunské revoluce v roce 1989 a muselo být na více než dekádu uzavřeno.

## Expozice
V roce 2000 byla znovu otevřena veřejnosti část muzea, kde se nachází moderní rumunské umění a mezinárodní sbírka. Sbírka středověkého umění, která obsahuje díla zachráněná z klášterů zničených během Ceaușescovy éry, byla znovu otevřena na jaře 2002. K dispozici jsou také dva sály, kam jsou umísťovány dočasné expozice. Moderní rumunská sbírka obsahuje sochy Constantina Brâncușiho, stejně jako obrazy Theodora Amana, Nicolae Grigoresca, Victora Braunera, Ștefana Luchiana, Theodora Palladyho, Nicolae Tonitzy nebo Gheorghe Tattaresca. Mezinárodní sbírka obsahuje díla starých mistrů, jako jsou Domenico Veneziano, El Greco, Tintoretto, Antonello da Messina, Jan van Eyck, Hans von Aachen, Jan Brueghel starší, Peter Paul Rubens a Rembrandt, a také množství děl impresionistů, jako jsou Claude Monet a Alfred Sisley. Z postimpresionistů je zastoupen například Paul Signac.